# Canal de Pannerden
Le Canal de Pannerden (en néerlandais : Pannerdensch Kanaal) est un canal néerlandais du Gueldre.
Le canal se situe entre Doornenburg et Huissen, au sud d'Arnhem. Sa longueur est de 6 km, sa largeur de 135 mètres. Il relie le Canal de Bijland (qui constitue, en fait, la prolongation du Rhin) au Rhin inférieur (néerl. Nederrijn). Le canal a été creusé entre 1701 et 1709 avec pour objectif de créer une ligne de défense, au départ sans liaison directe avec le Rhin et le Waal. Ce n'est que quelques années plus tard que ces liaisons furent créées, afin de garantir l'alimentation en eau de l'IJssel et du Rhin inférieur. Au début de son existence, cette liaison a occasionné beaucoup de ruptures de digues et d'importantes inondations.
En plus de l'avantage économique (raccourcir le cours du Rhin inférieur), la création de ce canal avait surtout une importance stratégique : il assurait l'alimentation en eau de la Nouvelle ligne d'eau de Hollande. Le débit du canal est d'environ 700 m³/s. Le Fort Pannerden (nl), situé au point de départ du Waal et du Canal de Pannerden, a été construit pour garantir la division des eaux.
En règle générale, la division des eaux rhénanes au premier point de séparation (près du Fort Pannerden, est de 2/3 vers le Waal et 1/3 vers le Canal de Pannerden. Au deuxième point de séparation, au nord de Huissen, 2/3 x 1/3 = 2/9 des eaux rhénanes partent vers le Rhin inférieur et 1/3 x 1/3 = 1/9 vers l'IJssel (voir carte, ci-contre).

## Source
- (nl) Cet article est partiellement ou en totalité issu de l’article de Wikipédia en néerlandais intitulé « Pannerdensch Kanaal » (voir la liste des auteurs).